# Juan Martín de Pueyrredón (departement)
Juan Martín de Pueyrredón is een departement in de Argentijnse provincie San Luis. Het departement (Spaans:  departamento) heeft een oppervlakte van 13.120 km² en telt 168.771 inwoners. Tot 2010 heette het departement La Capital.

## Plaatsen in departement Juan Martín de Pueyrredón
- Alto Pelado
- Alto Pencoso
- Balde
- Beazley
- El Volcán
- Juana Koslay
- La Punta
- Potrero de los Funes
- San Gerónimo
- San Luis
- Zanjitas